# 크로아티아 U-21 축구 국가대표팀
크로아티아 U-21 축구 국가대표팀(크로아티아어: Hrvatska nogometna reprezentacija za igrače do 21 godina starosti)은 크로아티아를 대표하는 21세 이하의 축구 국가대표팀으로, 크로아티아의 축구 관리 기관인 크로아티아 축구 연맹의 관리를 받는다. UEFA U-21 축구 선수권 대회에 총 5번 출전했으며, 2021년에는 8강에 진출했다.

## 역대 감독
| 감독            | 임기        |
| --------------- | ----------- |
| 슬라벤 빌리치   | 2004 ~ 2006 |
| 니코 코바치     | 2013        |
| 드라간 스코치치 | 2023 ~ 2024 |
| 이비차 올리치   | 2024 ~      |